# Pistolet pojedynkowy

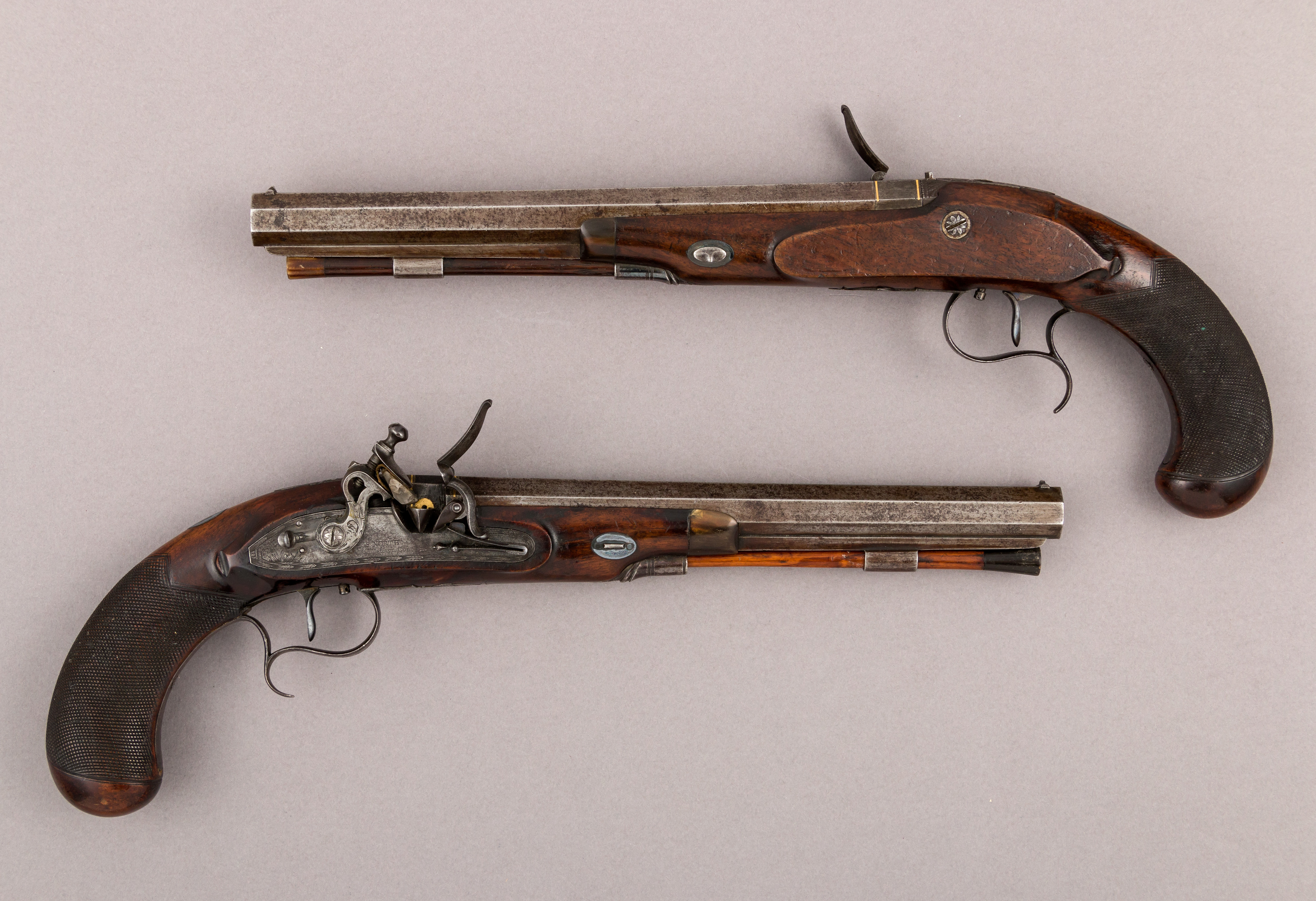
Para pistoletów pojedynkowych

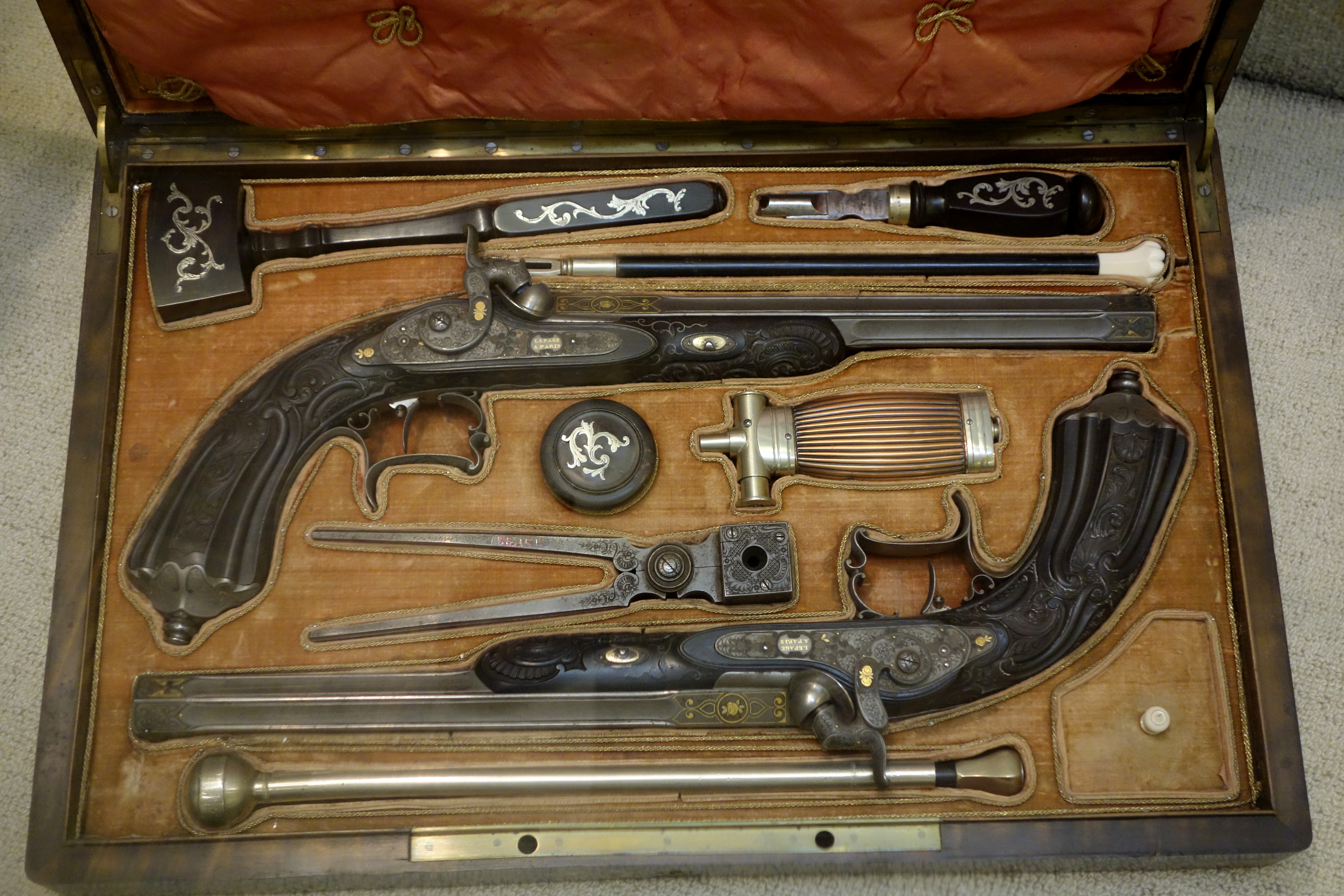
Komplet pistoletów pojedynkowych z akcesoriami w pudełku

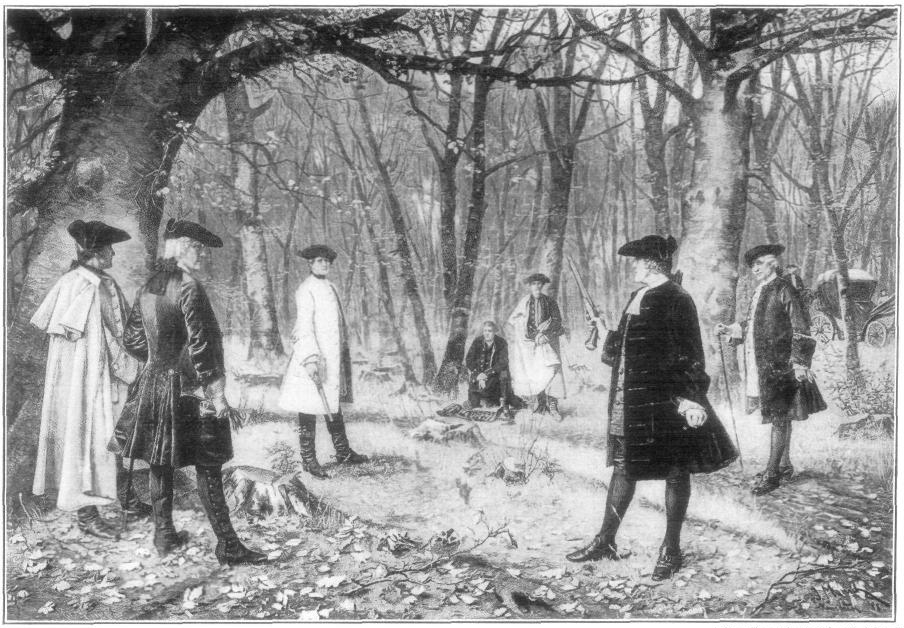
Pojedynek Burr–Hamilton z użyciem pistoletów pojedynkowych

Pistolet pojedynkowy – pistolet służący do rozgrywania równoprawnego i dobrowolnego pojedynku, uzgodnionego przez przeciwników w celu rozstrzygnięcia sporu honorowego.

## Charakterystyka
Do pojedynków używano tylko jednostrzałowych pistoletów, które ładowane były przez lufę czarnym prochem i ołowianymi okrągłymi kulami w kalibrach od 12 do 17 milimetrów. Technicznie rzecz biorąc, pistolet do pojedynków rozwinął się od zamka kołowego, przez zamek skałkowy, aż po zamek kapiszonowy. Celność trafienia tej broni, która w większości miała gładkie, niegwintowane lufy, była niska na dużym dystansie. Z drugiej strony obrażenia od pocisków dużego kalibru były poważne i często kończyły się śmiercią kilka dni po pojedynku. Pistolety pojedynkowe w większości wykonywane były parami, jako komplet dla pojedynkowiczów.

## Przebieg pojedynku
W ciągu XVIII, a zwłaszcza XIX wieku stopniowo pojawiały się coraz bardziej szczegółowe zasady prowadzenia pojedynku, przekazywane najpierw ustnie, ale ostatecznie także pisemnie. Pojedynki na pistolety różniły się liczbą wymian (1, 2 lub 3) oraz ustalonym dystansem, który mógł wynosić od 15 do 100 kroków (około 11–74 metrów). Za obopólną zgodą można było również uzgodnić bardziej rygorystyczne warunki.